# Llista de topònims de Campome
Llista de topònims (noms propis de lloc) de Campome (Conflent).
Informació actualitzada per un bot. Els canvis manuals es perdran quan s'actualitzi!

## església parroquial
| imatge | Nom                                | Ubicat a | instància de        | Detalls | coordenades                                                                        | Protecció | Commons (més fotos)                            | Dades a WD                    |
| ------ | ---------------------------------- | -------- | ------------------- | ------- | ---------------------------------------------------------------------------------- | --------- | ---------------------------------------------- | ----------------------------- |
|        | Sant Pere del Castell de Paracolls | Campome  | església parroquial |         | 42° 38′ 40″ N, 2° 23′ 12″ E / 42.644444444444446°N,2.3866666666666667°E 558.5 msnm |           | Chapelle Saint-Pierre du château de Paracolls  | Modifica les dades a Wikidata |
|        | Santa Maria de Campome             | Campome  | església parroquial |         | 42° 39′ 04″ N, 2° 22′ 35″ E / 42.651219°N,2.376296°E 546.9 msnm                    |           | Église de la Nativité-de-Notre-Dame de Campôme | Modifica les dades a Wikidata |

## Misc
| imatge | Nom                        | Ubicat a                    | instància de                          | Detalls                                                                                               | coordenades                                                                                               | Protecció                   | Commons (més fotos)                | Dades a WD                    |
| ------ | -------------------------- | --------------------------- | ------------------------------------- | --- | --- | --------------------------- | ---------------------------------- | ----------------------------- |
|        | Bosc Comunal de Campome    | Campome                     | bosc comunal                          | Superfície: 0.35km²                                                                                   | 42° 38′ 09″ N, 2° 22′ 33″ E / 42.635833333333°N,2.3758333333333°E                                         |                             |                                    | Modifica les dades a Wikidata |
|        | Castellana                 | Mosset Campome Molig Catllà | riu                                   | Desemboca: Tet Llarg: 27km                                                                            | 42° 39′ 25″ N, 2° 11′ 40″ E / 42.656819°N,2.194544°E 42° 37′ 54″ N, 2° 25′ 45″ E / 42.631606°N,2.429222°E |                             | Castellane (Têt)                   | Modifica les dades a Wikidata |
|        | Croells (Campome)          | Campome                     | vilatge                               | | 42° 38′ 31″ N, 2° 23′ 48″ E / 42.64194444°N,2.39666667°E 634.2 msnm                                       |                             |                                    | Modifica les dades a Wikidata |
|        | Fórnols                    | Campome                     | veïnat                                | | 42° 38′ 13″ N, 2° 23′ 34″ E / 42.636894°N,2.392733°E 634.2 msnm                                           |                             |                                    | Modifica les dades a Wikidata |
|        | Paracolls                  | Campome                     | turó                                  | | 42° 38′ 39″ N, 2° 23′ 10″ E / 42.6443°N,2.3862°E                                                          |                             |                                    | Modifica les dades a Wikidata |
|        | Roca gravada de Fórnols    | Campome                     | petròglif                             | | 42° 38′ 10″ N, 2° 22′ 47″ E / 42.6361°N,2.3796°E                                                          | monument històric catalogat | Rocher gravé de Fornols            | Modifica les dades a Wikidata |
|        | Sant Cristòfol de Fórnols  | Campome                     | església Ús: església                 | Estil: arquitectura romànica Anomenat per: Sant Cristòfor de Lícia Dedicat a: Sant Cristòfor de Lícia | 42° 38′ 13″ N, 2° 23′ 34″ E / 42.636944444444445°N,2.392777777777778°E 629.7 msnm                         |                             | Église Saint-Christophe de Fornols | Modifica les dades a Wikidata |
|        | casa de la vila de Campome | Campome                     | instal·lació Ús: seu del govern local | | 42° 39′ 01″ N, 2° 22′ 34″ E / 42.650318160199°N,2.37621801178148°E fr:66500 CAMPOME                       |                             |                                    | Modifica les dades a Wikidata |
|        | castell de Paracolls       | Campome                     | castell                               | | 42° 38′ 48″ N, 2° 22′ 56″ E / 42.64666667°N,2.38222222°E 564.4 msnm                                       |                             | Château de Paracolls               | Modifica les dades a Wikidata |